# إي. جي. مارشال
إي. جي. مارشال (بالإنجليزية: E. G. Marshall) هو ممثل أمريكي، ولد في 18 يونيو 1914 في الولايات المتحدة، وتوفي بنفس المكان في 24 أغسطس 1998 بسبب سرطان الرئة.

## أعمال

### أفلام
- (1954) الرمح المكسور
- (1957) 12 رجلا غاضبا[4]
- (1970) تورا! تورا! تورا!
- (1980) سوبرمان 2
- (1986) السلطة
- (1997) السلطة المطلقة[5]

## وصلات خارجية
- إي. جي. مارشال على موقع IMDb (الإنجليزية)
- إي. جي. مارشال على موقع ميتاكريتيك (الإنجليزية)
- إي. جي. مارشال على موقع روتن توميتوز (الإنجليزية)
- إي. جي. مارشال على موقع قاعدة بيانات الأفلام العربية
- إي. جي. مارشال على موقع ألو سيني (الفرنسية)
- إي. جي. مارشال على موقع ميوزك برينز (الإنجليزية)
- إي. جي. مارشال على موقع تيرنر كلاسيك موفيز (الإنجليزية)
- إي. جي. مارشال على موقع أول موفي (الإنجليزية)
- إي. جي. مارشال على موقع قاعدة بيانات برودواي على الإنترنت (الإنجليزية)
- إي. جي. مارشال على موقع قاعدة بيانات الأفلام السويدية (السويدية)